# Dabbs Greer
William (Dabbs) Greer (Fairview (Missouri), 21 april 1917 — Pasadena (Californië), 28 april 2007) was een Amerikaanse acteur die in de tweede helft van de 20e eeuw veel ondersteunende rollen op televisie en in films heeft gespeeld.
Zijn zachte, zuidelijke stem paste goed in films met rustieke karakters zoals westerns.

## Biografie
Greer werd geboren in Fairview als zoon van taaldocente Bernice Irene en apotheker Randall Alexander Greer. Hij begon reeds op zijn achtste met acteren in kindertheaterproducties. Hij studeerde aan de Drury University en was lid van de Theta Kappa Nu.
Greer maakte zijn filmdebuut met een figurantenrol in Jesse James uit 1938. In zijn carrière speelde hij gastrollen in meer dan 200 televisieseries. Superman-fans zullen hem onder andere herkennen van drie verschillende rollen in de tv-serie Adventures of Superman, te weten in de afleveringen  "Superman op Aarde" (1952), "Five Minutes to Doom" (1954) en "Supermans Zilvermijn" (1958). Een twintigtal jaren later had hij als dominee Alden een belangrijke rol in de televisieserie Het kleine huis op de prairie. Andere bekende series waarin hij zijn opwachting maakte zijn The Twilight Zone, The Restless Gun, Sheriff of Cochise, Perry Mason en The Road West.
Zijn laatste filmrol was die van de oude Paul Edgecombe (wiens jonge versie gespeeld werd door Tom Hanks) in de uit 1999 stammende film The Green Mile. Zijn karakter in die film bracht hem aan de andere kant van de elektrische stoel, die van bewaarder, dit in tegenstelling tot zijn rol in de eerdergenoemde tweede Superman-film waarin hij een tot de elektrische stoel veroordeelde speelde. Zijn laatste televisieoptreden was in een aflevering van Lizzie McGuire in 2003.
Hoewel bijna al zijn rollen gastrollen of bijrolletjes waren, zat Greer hier zelf nooit mee. Zo zei hij in een interview met Albany Times Union "Every character actor, in their own little sphere, is the lead" (in zijn eigen wereldje, is elke acteur de hoofdrolspeler).
Dabbs Greer overleed op 90-jarige leeftijd in het Huntington Hospital aan de gevolgen van nierfalen en een hartziekte. Hij was zijn hele leven ongetrouwd en had ook geen kinderen.
- Gemeinsame Normdatei: 1062062140
- International Standard Name Identifier: 0000 0000 3087 1297
- Library of Congress Control Number: n88100772
- SNAC: w6nq52q3
- Virtual International Authority File: 31085187
- WorldCat: E39PBJhX79ytDVKyrW6Jyb9v73